# Кнесет
Кнесет (хебр. הַכְּנֶסֶת [], скупштина или вијеће; арап. الكنيست, al-K(e)neset) је једнодомно народно представништво Израела. Као законодавну грану израелске власти, кроз Кнесет пролазе сви закони, бира предсједника државе и владе (мада предсједника владе свечано поставља предсједник државе), одобрава Кабинет и надгледа рад владе. Поред тога, Кнесет бира Државног контролора. Такође има моћ да укине имунитет својим члановима, да смјени предсједника и Државног контролора, распусти владу у случају конструктивног изгласања неповјерења, да распусти свој сазив и сазове нове изборе. Предсједник Владе може распустити Кнесет. Међутим, док се избори не заврше Кнесет води овлашћења у свом дотадашњем саставу. Сједиште Кнесета је у Гиват-Рами, Јерусалим.